# Hermann Tilke
Hermann Tilke (Olpe, 31 dicembre 1954) è un ingegnere ed ex pilota automobilistico tedesco, famoso per essere il progettista di diversi circuiti di Formula 1.

## Carriera
Tilke ha fondato la Tilke GmbH Ingenieure und Architekten ad Aquisgrana nel 1984, unendo diverse competenze nei campi dell'architettura e dell'ingegneria civile ed elettronica, in modo da fornire soluzioni complete per progetti di ampio respiro – in particolare nei settori dello smaltimento rifiuti e dei circuiti automobilistici. Il suo studio ha partecipato negli anni 1990 a dei lavori sull'Hockenheimring in Germania, e al rinnovamento radicale dell'A1-Ring in Austria, facendosi notare dal mondo della Formula 1. È stato quindi incaricato di progettare le modifiche al circuito di Catalogna di Montmeló, a quello del Nürburgring, nonché di riprogettare il rettilineo del circuito del Fuji.
Dopo aver progettato e realizzato il circuito di Sepang in Malaysia, Tilke è diventato quindi la prima scelta per gli organizzatori di nuovi Gran Premi in aree che devono costruire un nuovo tracciato motoristico. Il marchio caratteristico dei progetti di Tilke è un lungo rettilineo seguito da un secco tornante, che dovrebbe facilitare le operazioni di sorpasso.
Tilke è stato anche pilota di auto della categoria turismo. Ha partecipato a gare di endurance, tra cui la 24 Ore del Nürburgring. Nei primi anni 2000, assieme a Dirk Adorff, ha inoltre vinto alcune gare del campionato tedesco V8Star Series.

## Autodromi progettati
Ha progettato integralmente i seguenti impianti:
- Circuito di Sepang, Malaysia, 1998
- Circuito di Manama, Bahrein, 2004
- Circuito di Shanghai, Cina, 2004
- Circuito di Istanbul, Turchia, 2005
- Circuito internazionale di Pechino, Cina, 2006
- Tracciato urbano di Bucarest, Romania, 2007
- Tracciato urbano di Singapore, Singapore, 2008
- Kartodromo Swedbank, Lettonia, 2008
- Tracciato urbano di Valencia, Spagna, 2008
- Tracciato urbano temporaneo di Jakarta, Indonesia, 2008
- Circuito di Abu Dhabi, Abu Dhabi, 2009
- Autodromo d'Aragona, Spagna, 2009
- Circuito di Korea, Yeongam, 2010
- Circuito di Mosca, Russia, 2010
- Circuito dell'India, Greater Noida, 2011
- Circuito delle Americhe a Austin, Stati Uniti d'America, 2012
- Autodromo di Soči, Russia, 2014
- Circuito di Baku, Azerbaigian, 2016
- Igora Drive, Russia, 2017
- Circuito di Hanoi, Vietnam, 2019
- Kuwait Motor Town, Kuwait, 2019
- Jeddah Corniche Circuit, Arabia Saudita, 2021
- Autodromo Internazionale di Sokol, Kazakistan, 2023
- Las Vegas Strip Circuit, Stati Uniti d'America, 2023

È stato anche incaricato dei progetti di altri circuiti che non si sono poi materializzati, come quelli di Cancún, Città del Capo o il tracciato urbano di Dublino, oltre a collaborare ad aggiornamenti di strutture già esistenti; in tal senso, tra il 2021 e il 2022 ha curato le modifiche al Red Bull Ring, rese necessarie per adattarne le caratteristiche anche al motomondiale per ragioni di sicurezza.

## Critiche
Molti hanno mosso critiche circa l'uniformità dei suoi progetti per la Formula 1, spesso fin troppo simili tra loro tanto da venire appellati, spregiativamente, come «Tilkodromi». In questo senso, i circuiti disegnati da Tilke sembrano sì rispondere meglio di altri alle moderne necessità di sicurezza e gestione degli spazi complessivi degli autodromi, nonché a garantire delle ottime riprese per il pubblico televisivo — grazie anche a una spiccata attenzione architettonica, sovente assente in passato nel circus —; ciò nonostante, l'impegno verso tutti questi aspetti andrebbe a discapito dello spettacolo motoristico in pista, con dei tracciati giudicati da appassionati e addetti ai lavori come banali e privi di fascino, che offrono scarse possibilità di sorpasso e soprattutto non fanno emergere le qualità di guida dei piloti più talentuosi.